# Bobby Eaton
Pour les articles homonymes, voir Eaton.
Robert Lee « Bobby » Eaton (né le 14 août 1958 à Huntsville et mort le 4 août 2021 à Nashville) est un catcheur américain. Il est principalement connu pour être un des membres de The Midnight Express (en) avec Dennis Condrey (en) et Stan Lane.

## Jeunesse
Robert Lee Eaton grandit dans l'Alabama et devient rapidement fan de catch. Il va régulièrement voir des spectacles de catch organisé par Gus Gulas. Il commence à travailler pour lui. Il fait aussi partie de l'équipe de lutte de son lycée.

## Carrière de catcheur
Bobby Eaton fait ses débuts comme catcheur à 13 ans dans la fédération de Gus Gulas.

## Palmarès
- Georgia Championship Wrestling
  - 1 fois NWA Georgia Television Championship[5]

- International Wrestling Cartel
  - 1 fois IWC Tag Team Championship avec Dennis Condrey[6]

- World Championship Wrestling
  - 3 fois WCW United States Tag Team Championship avec Stan Lane[7]
  - 3 fois WCW World Tag Team Championship avec Dennis Condrey (1), Stan Lane (1) et Arn Anderson (1)[8],[9]
  - 1 fois WCW World Television Championship[10]

- Mid-Atlantic Championship Wrestling
  - 1 fois NWA Mid-Atlantic Tag Team Championship avec Rikki Nelson[11]

- Continental Wrestling Association
  - 4 fois AWA Southern Tag Team Championship avec Sweet Brown Sugar (2) et Duke Myers (2)[12]
  - 1 fois CWA World Heavyweight Championship[13]
  - 11 fois NWA Mid-America Heavyweight Championship[14]
  - 6 fois NWA Mid-America Tag Team Championship avec Lanny Poffo (1), George Gulas (3), Mexican Angel (1) et Great Togo (1)[15]
  - 1 fois NWA Mid-America Television Championship[16]
  - 4 fois NWA World Six-Man Tag Team Championship avec George Gulas et Jerry Barber (1), George Gulas et Arvil Hutto (1), George Gulos et The Mexican Angel (1), et Secret Weapon et Tojo Yamamoto (1)[17]

- Mid-South Wrestling Association
  - 2 fois Mid-South Tag Team Championship avec Dennis Condrey[18]

- NWA Bluegrass
  - 1 fois NWA Bluegrass Tag Team Championship avec Dennis Condrey[19]

- NWA Rocky Top
  - 1 fois NWA Rocky Top Tag Team Championship avec Dennis Condrey[20]

- Pro Wrestling Illustrated

| Année | 1991 | 1992 | 1993 | 1994 | 1995 | 1996 | 1997 | 1998 |
| Rang  | 30   | 27   | 48   | 84   | 66   | 120  | 215  | 272  |

- - PWI Tag Team of the Year (1987) with Stan Lane

- Smoky Mountain Wrestling
  - 1 fois SMW Beat the Champ Television Championship[22]

- World Class Championship Wrestling
  - 1 fois NWA American Tag Team Championship avec Dennis Condrey[23]

- Wrestling Observer Newsletter awards
  - Wrestling Observer Newsletter Hall of Fame (2009) avec Dennis Condrey et Stan Lane pour les Midnight Express
  - Most Underrated Wrestler (1985, 1986, 1990, 1993)
  - Tag Team of the Year (1986) avec Dennis Condrey
  - Tag Team of the Year (1987, 1988) avec Stan Lane
  - Worst Worked Match of the Year (1991) avec P.N. News vs. Terrance Taylor et Steve Austin dans un Scaffold match à The Great American Bash